# Hymenophyllum saenzianum
Hymenophyllum saenzianum är en hinnbräkenväxtart som beskrevs av L. Gómez. Hymenophyllum saenzianum ingår i släktet Hymenophyllum och familjen Hymenophyllaceae. Inga underarter finns listade.